# Saint-Georges-des-Coteaux
Saint-Georges-des-Coteaux is een gemeente in het Franse departement Charente-Maritime (regio Nouvelle-Aquitaine) en telt 2028 inwoners (1999). De plaats maakt deel uit van het arrondissement Saintes. Saint-Georges-des-Coteaux telde op 1 januari 2022 2.840 inwoners.

## Geografie
De oppervlakte van Saint-Georges-des-Coteaux bedroeg op 1 januari 2022 19,23 vierkante kilometer; de bevolkingsdichtheid was toen 147,7 inwoners per km².
De onderstaande kaart toont de ligging van Saint-Georges-des-Coteaux met de belangrijkste infrastructuur en aangrenzende gemeenten.

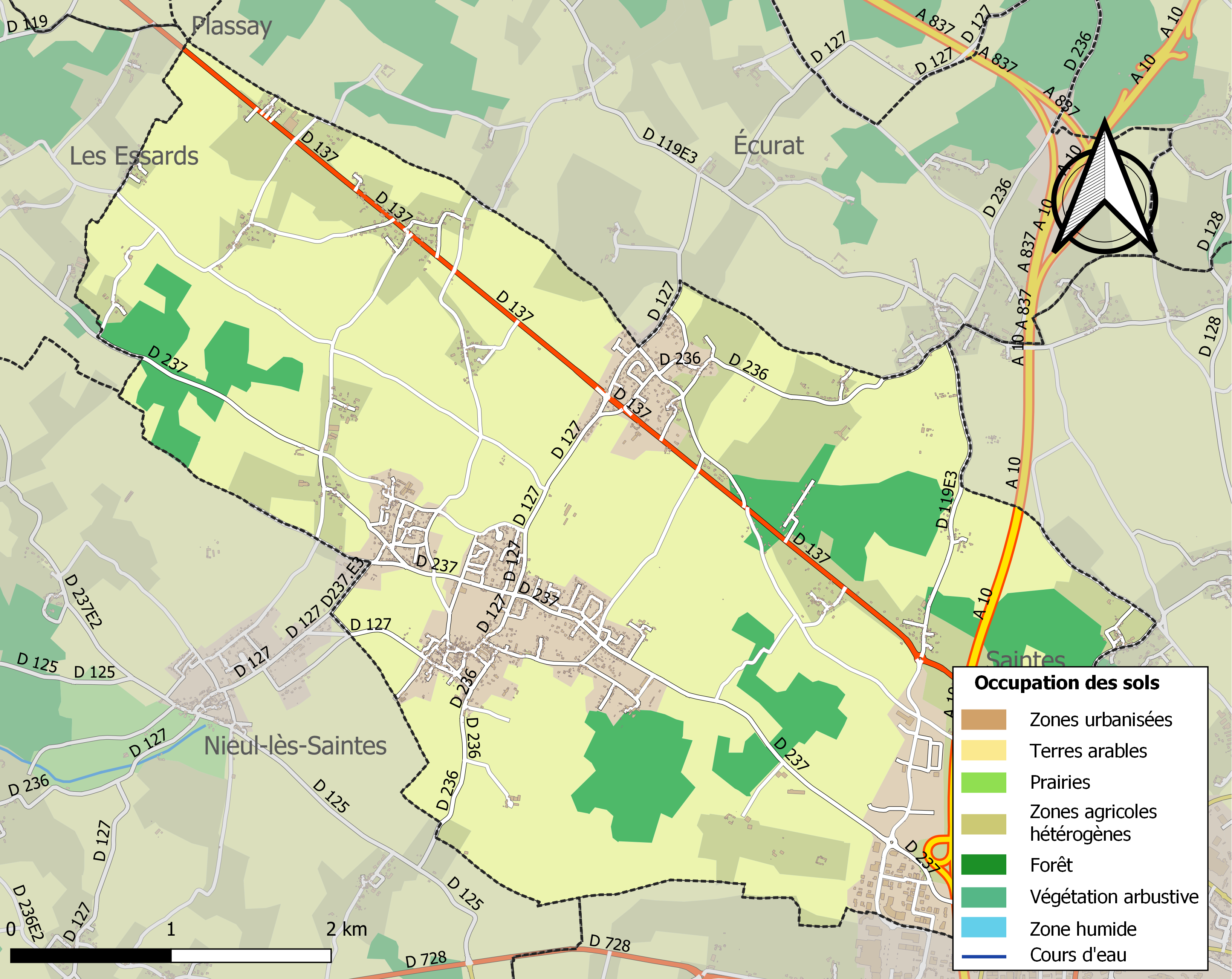

## Demografie
Onderstaande figuur toont het verloop van het inwonertal (bron: INSEE-tellingen).